# لیگ برتر فوتبال ایران ۱۴۰۰–۱۳۹۹
لیگ برتر فوتبال ایران ۱۴۰۰–۱۳۹۹ بیستمین دوره جام خلیج فارس و سی و نهمین دوره لیگ فوتبال ایران که توسط فدراسیون فوتبال ایران برگزار شد.
پرسپولیس برای چهاردهمین بار قهرمان این دوره از رقابت‌ها شد و به مسابقات لیگ قهرمانان آسیا و مسابقات سوپر جام ایران راه پیدا کرد و سپاهان و استقلال به ترتیب نایب‌قهرمان و سوم شدند ولی باشگاه‌های استقلال و پرسپولیس به دلیل عدم کسب مجوز حرفه‌ای از مسابقات لیگ قهرمانان آسیا کنار گذاشته شدند.

## دربارهٔ فصل

### نیم فصل اول
نیم فصل اول با صدرنشینی پرسپولیس با اختلاف ۲ امتیاز و تفاضل ۱۳ گل نسبت به تیم سپاهان با برد ۵ بر صفر تیم پرسپولیس برابر گل‌گهر به عنوان یکی از بازی‌های عقب افتاده در ۱ اسفند به پایان رسید. سپاهان اصفهان با ۲۸ و استقلال تهران با ۲۶ امتیاز نیز رده‌های دوم و سوم را به خود اختصاص دادند. ذوب آهن، نساجی مازندران و ماشین‌سازی تبریز با ۱۱، ۹ و ۸ امتیاز به ترتیب رده‌های ۱۴ تا ۱۶ لیگ را به نام خود ثبت کردند. نخستین گل این فصل به نام موسی کولیبالی ثبت شد. اولین اخراجی نیم فصل که با کارت قرمز مستقیم مجبور به ترک زمین شد «شاهین توکلی» بازیکن آلومینیوم اراک بود که در دقیقه ۴۹ نخستین اخراجی لیگ لقب گرفت.
پرسپولیس با ۹ کلین شیت، ۸۱ شانس گل، ۱۷۹ شوت به دروازه حریفان که ۷۲ شوت آن در چارچوب بوده و دقت پاس ۸۰ درصد یکی از بهترین آمارها و ارقام را به نام خود ثبت کرده ‌است. تیم‌های پرسپولیس و سپاهان با ۸ پیروزی برتر از سایر رقبا نیم فصل را به پایان بردند. بهترین خط حمله و بیشترین گل زده نیز به تیم‌های سپاهان با ۲۵ و پرسپولیس با ۲۱ گل اختصاص یافت. بهترین دفاع و کمترین گل خورده از آن پرسپولیس شد و فولاد خوزستان با ۱۰ و استقلال تهران هم با ۱۱ گل خورده در رده‌های بعدی جای گرفتند.
بیشترین باخت متعلق به تیم نساجی مازندران با ۱۰ و ماشین‌سازی تبریز با ۹ باخت است. ضعیف‌ترین خط حمله هم به تیم ماشین‌سازی و سایپا با ۱۰ گل زده اختصاص یافت و ضعیف‌ترین خط دفاعی با بیشترین گل خورده نیز به تیم‌های ذوب آهن با ۲۳، ماشین‌سازی تبریز با ۲۲ و نساجی مازندران با ۲۰ گل خورده تعلق یافت.
سجاد شهباززاده مهاجم ۳۱ ساله سپاهان با ۱۲ گل در صدر بهترین گلزنان لیگ قرار گرفت. در مجموع نیم فصل اول رقابت لیگ برتر ۱۲۰ مسابقه انجام شد که در این مسابقات ۲۴۲ بار توپ از خط دروازه‌ها عبور کرد.
از جالب‌ترین داوری‌های لیگ به بازی ماشین‌سازی و سپاهان مربوط می‌شد که داور مسابقه ۵ پنالتی در آن اعلام کرد و این بازی با نتیجه ۳ بر ۳ به پایان رسید.

### نیم فصل دوم
برگزاری هفته شانزدهم لیگ برتر، دور برگشت مسابقات لیگ برتر از یازده اسفند شروع شد. پیش از این قرار بود نیم فصل دوم از ۵ اسفندماه آغاز شود که با توجه به تغییر تقویم مسابقات تیم ملی در مقدماتی جام جهانی تغییر یافت. 

### محرومیت‌ها و حکم‌ها
در دور برگشت، پیکان در برابر سایپا ۶ تعویض کرد و یک تعویض بیش از آنچه قانون گفته بود، داشت. برای مدتی در رسانه‌ها گمانه‌زنی‌هایی پیرامون این رویداد انجام شد و جنجال قابل توجهی در میان تیم‌های ته جدول به وجود آمد. کمیته انضباطی فدراسیون فوتبال ایران بازی پیکان-سایپا را سه بر صفر به سود سایپا کرد. اما این نیز پایان جنجال‌ها نبود و پیکان شکایت دیگری تنظیم کرد. در تیر ۱۴۰۰ اما رای کمیته استیناف، لغو حکم ۳ بر صفر شدن مسابقه بود.
در واپسین هفته‌های لیگ همچنین جنجال دیگری رخ داد. کمیته انضباطی فدراسیون فوتبال ایران، به دلیل وجود درگیری در پایان بازی‌ها، پس از بررسی دیدارهای پرسپولیس با استقلال (به میزبانی ورزشگاه آزادی) و سپاهان (به میزبانی ورزشگاه نقش جهان)، هر سه تیم را جریمه کرد و اعلام کرد که هماوردی پرسپولیس و سپاهان در فصل بعدی در زمین و استان بی‌طرف برگزار خواهد شد. افزون بر جریمه‌های مالی برای کارکنان و بازیکنان هر سه باشگاه، که بیشتر شامل پرسپولیس شد، افرادی از این سه تیم نیز محروم قطعی شدند. دو مدافع میانی پرسپولیس، سید جلال حسینی (یک بازی) و فرشاد فرجی (دو بازی) و مدافع میانی سپاهان، عزت‌اله پورقاز (یک بازی) بازیکنانی بودند که در این جریان محرومیت قطعی گرفتند. این حکم‌ها و جریمه‌های مالی برای افراد باشگاه، با اعتراض پرسپولیسی‌ها روبرو شد و باور داشتند که با وجود میهمان بودن، حکم‌های سنگینی برای تیم آنان در نظر گرفته شده‌است. گروهی از هواداران پرسپولیس نیز جلوی فدراسیون گرد هم آمده و با شعار «فدراسیون آبی، خادم استقلالی» اعتراضشان را به حکم‌های کمیته انضباطی نشان دادند. در طرف دیگر باشگاه استقلال نیز به حکم غیر قطعی محمد نادری و حکم قطعی محرومیت ۲ جلسه‌ای بهزاد غلامپور، مربی گلرهای استقلال و جریمه‌های مالی اعتراض کرد.

## سهمیه و حذف لیگ قهرمانان آسیا
سهمیه این دوره فوتبال ایران برای لیگ قهرمانان آسیا ۲۰۲۲ به‌صورت ۳+۱ است. (قهرمان و نایب قهرمان لیگ + قهرمان جام حذفی = سهمیه مستقیم و تیم سوم لیگ = سهمیه پلی آف)
اما در ۱۷ دی سال ۱۴۰۰ سایت رسمی کنفدراسیون فوتبال آسیا اعلام کرد که به دلیل عدم کسب مجوز حرفه ای دوتیم سرخابی پایتخت از این دوره از مسابقات آسیا حذف شدند.از دلایلی که دو تیم سرخابی حذف شدند می‌توان به یکی بودن مالک دو باشگاه، نبود ورزشگاه اختصاصی، عدم حضور تماشاگران زن در استادیوم و طلبکاری دو باشگاه از بازیکنان اسبقشان بود که بیشتر پیگیری نکردن مقامات سیاسی جمهوری اسلامی در این رای مقصر بودند.مدیران دو تیم قبل تر اعلام کرده بودند که مجوز حرفه ای اخذ شده اما اینطور نبود.

## تیم‌ها

### تعداد تیم‌ها در هر استان
| استان          | تعداد تیم‌ها |                                 |
| -------------- | ----------- | ------------------------------- |
| تهران          | ۴           | استقلال، پرسپولیس، پیکان، سایپا |
| خوزستان        | ۳           | صنعت نفت، فولاد، نفت مسجدسلیمان |
| آذربایجان شرقی | ۲           | تراکتور، ماشین‌سازی              |
| اصفهان         | ۲           | ذوب‌آهن، سپاهان                  |
| کرمان          | ۲           | گل‌گهر سیرجان، مس رفسنجان        |
| خراسان رضوی    | ۱           | پدیده                           |
| مازندران       | ۱           | نساجی                           |
| مرکزی          | ۱           | آلومینیوم اراک                  |

### ورزشگاه‌ها
| ورزشگاه آزادی        | ورزشگاه نقش جهان         | ورزشگاه یادگار امام تبریز        |
| -------------------- | ------------------------ | -------------------------------- |
| پرسپولیس - استقلال   | سپاهان                   | تراکتور                          |
| ۷۸٬۱۱۶ نفر           | ۷۵٬۰۰۰ نفر               | ۶۶٬۸۳۳ نفر                       |
|                      |                          |                                  |
| ورزشگاه فولاد آرنا   | ورزشگاه امام رضا         | ورزشگاه شهدای شهرقدس             |
| فولاد خوزستان        | پدیده                    | پیکان                            |
| ۳۰٬۰۰۰ نفر           | ۲۵٬۰۰۰ نفر               | ۲۵٬۰۰۰ نفر                       |
|                      |                          |                                  |
| ورزشگاه شهید وطنی    | ورزشگاه فولادشهر         | ورزشگاه تختی آبادان              |
| نساجی مازندران       | ذوب آهن اصفهان           | صنعت نفت آبادان                  |
| ۱۵٬۰۰۰ نفر           | ۱۵٬۰۰۰ نفر               | ۱۵٬۰۰۰ نفر                       |
|                      | ورزشگاه فولادشهر         | ورزشگاه تختی آبادان              |
| ورزشگاه امام خمینی   | ورزشگاه شهدای صنعت مس    | ورزشگاه شهید قاسم سلیمانی تبریز  |
| آلومینیوم اراک       | مس رفسنجان               | ماشین‌سازی                        |
| ۱۵٬۰۰۰ نفر           | ۱۰٬۰۰۰ نفر               | ۱۲٬۰۰۰ نفر                       |
|                      |                          |                                  |
| ورزشگاه شهید دستگردی | ورزشگاه شهید بهنام محمدی | ورزشگاه شهید قاسم سلیمانی سیرجان |
| سایپا                | نفت مسجد سلیمان          | گل‌گهر سیرجان                     |
|                      |                          |                                  |
| ۸٬۲۵۰ نفر            | ۸٬۰۰۰ نفر                | ۵٬۰۰۰ نفر                        |
| ورزشگاه شهید دستگردی |                          |                                  |

### کادر فنی و لباس
| تیم             | سرمربی          | کاپیتان         | تولیدکننده لباس | اسپانسر/ها                                                           |
| آلومینیوم اراک  | علیرضا منصوریان | میثم مجیدی      | استارت          |                                                                      |
| استقلال         | فرهاد مجیدی     | وریا غفوری      | مروژ            | های‌وب \| شرکت مینو \| همراه اول                                      |
| پرسپولیس        | یحیی گل‌محمدی    | سید جلال حسینی  | آل‌اشپورت        | بانک گردشگری \| ایرانسل \| شرکت مینو                                 |
| پیکان           | مهدی تارتار     | محمد نوری       | مروژ            | ایران خودرو                                                          |
| تراکتور         | فیروز کریمی     | محمدرضا اخباری  | استارت          | هواپیمایی آتا                                                        |
| ذوب‌آهن          | مجتبی حسینی     | قاسم حدادی‌فر    | استارت          | شرکت سهامی ذوب آهن اصفهان                                            |
| سایپا           | فراز کمالوند    | محمدصادق بارانی | استارت          | شرکت سایپا                                                           |
| سپاهان          | محرم نویدکیا    | احسان حاج‌صفی    | آل‌اشپورت        | شرکت فولاد مبارکه اصفهان \| بیمه ایران \| فولاد هرمزگان \| ورق خودرو |
| پدیده           | سید مهدی رحمتی  | امین قاسمی نژاد | آل‌اشپورت        | شهرخودرو - هیئت فوتبال مشهد                                          |
| صنعت نفت آبادان | سیروس پورموسوی  | حسین بغلانی     | مروژ            |                                                                      |
| فولاد خوزستان   | جواد نکونام     | ایوب والی       | مروژ            | تک‌ماکارون - شرکت فولاد خوزستان                                       |
| گل‌گهر سیرجان    | امیر قلعه نویی  | مهران گلزاری    | مروژ            | شرکت گل گهر سیرجان                                                   |
| ماشین‌سازی تبریز | علیرضا اکبرپور  | حبیب گردانی     | مروژ            |                                                                      |
| مس رفسنجان      | محمد ربیعی      | میثم نقی زاده   | یوسف جامه       | بانک رفاه کارگران                                                    |
| نساجی مازندران  | ساکت الهامی     | حامد شیری       | یوسف جامه       | هواپیمایی وارش                                                       |
| نفت مسجدسلیمان  | محمود فکری      | عباس عسکری      | آل‌اشپورت        |                                                                      |

## تغییرات مربیان
| تیم            | سرمربی خارج شده    | دلیل خروج        | زمان اخراج       | هفته اخراج      | رده             | سرمربی تازه          | زمان             |
| -------------- | ------------------ | ---------------- | ---------------- | --------------- | --------------- | -------------------- | ---------------- |
| سپاهان         | میگوئل تکسیرا      | پایان قرارداد    | ۲۹ مرداد ۱۳۹۹    | پیش از شروع فصل | پیش از شروع فصل | محرم نویدکیا         | ۱۶ شهریور ۱۳۹۹   |
| ماشین‌سازی      | هومن افاضلی        | استعفا           | ۱ شهریور ۱۳۹۹    | پیش از شروع فصل | پیش از شروع فصل | وحید بیاتلو          | ۱۵ شهریور ۱۳۹۹   |
| نفت مسجدسلیمان | مهدی تارتار        | استعفا           | ۵ شهریور ۱۳۹۹    | پیش از شروع فصل | پیش از شروع فصل | مجتبی حسینی          | ۱۷ شهریور ۱۳۹۹   |
| ذوب‌آهن         | لوکا بوناچیچ       | توافقی           | ۲ شهریور ۱۳۹۹    | پیش از شروع فصل | پیش از شروع فصل | رحمان رضایی          | ۱۴ شهریور ۱۳۹۹   |
| پدیده          | سهراب بختیاری زاده | اخراج            | ۹ شهریور ۱۳۹۹    | پیش از شروع فصل | پیش از شروع فصل | مهدی رحمتی           | ۹ شهریور ۱۳۹۹    |
| گل‌گهر          | مجید جلالی         | اخراج            | ۱۳ شهریور ۱۳۹۹   | پیش از شروع فصل | پیش از شروع فصل | امیر قلعه‌نویی        | ۱۳ شهریور ۱۳۹۹   |
| استقلال        | فرهاد مجیدی        | استعفا           | ۱۳ شهریور ۱۳۹۹   | پیش از شروع فصل | پیش از شروع فصل | محمود فکری           | ۱۶ مهر ۱۳۹۹      |
| تراکتور        | ساکت الهامی        | استعفا           | ۱۵ شهریور ۱۳۹۹   | پیش از شروع فصل | پیش از شروع فصل | علیرضا منصوریان      | ۲۷ شهریور ۱۳۹۹   |
| صنعت نفت       | بهنام سراج         | اخراج            | ۲۹ شهریور ۱۳۹۹   | پیش از شروع فصل | پیش از شروع فصل | سیروس پورموسوی       | ۳۰ شهریور ۱۳۹۹   |
| نساجی          | محمود فکری         | توافق با استقلال | ۱۵ مهر ۱۳۹۹      | پیش از شروع فصل | پیش از شروع فصل | وحید فاضلی           | ۱۹ مهر ۱۳۹۹      |
| پیکان          | عبدالله ویسی       | استعفا           | ۹ آبان ۱۳۹۹      | پیش از شروع فصل | پیش از شروع فصل | مهدی تارتار          | ۱۴ آبان ۱۳۹۹     |
| تراکتور        | علیرضا منصوریان    | اخراج            | ۱۸ آذر ۱۳۹۹      | پنجم            | ۱۲              | مسعود شجاعی (موقت)   | ۱۹ آذر ۱۳۹۹      |
| ماشین‌سازی      | وحید بیاتلو        | اخراج            | ۱۸ آذر ۱۳۹۹      | پنجم            | ۱۶              | محمدسعید اخباری      | ۱۹ آذر ۱۳۹۹      |
| نساجی          | وحید فاضلی         | اخراج            | ۲۶ دی ۱۳۹۹       | یازدهم          | ۱۴              | مجید جلالی           | ۲۷ دی ۱۳۹۹       |
| ذوب‌آهن         | رحمان رضایی        | اخراج            | ۱۹ بهمن ۱۳۹۹     | چهاردهم         | ۱۴              | میلیچ چرچیچ (موقت)   | ۲۲ بهمن ۱۳۹۹     |
| ذوب‌آهن         | میلیچ چرچیچ        | توافقی           | ۲۸ بهمن ۱۳۹۹     | پانزدهم         | ۱۴              | مجتبی حسینی          | ۲۸ بهمن ۱۳۹۹     |
| نفت مسجدسلیمان | مجتبی حسینی        | توافق با ذوب‌آهن  | ۲۸ بهمن ۱۳۹۹     | پانزدهم         | ۱۰              | داریوش یزدی          | ۲ اسفند ۱۳۹۹     |
| تراکتور        | مسعود شجاعی        | توافقی           | ۲ اسفند ۱۳۹۹     | پانزدهم         | ۸               | رسول خطیبی           | ۲ اسفند ۱۳۹۹     |
| آلومینیوم اراک | رسول خطیبی         | توافق با تراکتور | ۲ اسفند ۱۳۹۹     | پانزدهم         | ۵               | محمود خرمزی (موقت)   | ۶ اسفند ۱۳۹۹     |
| ماشین‌سازی      | محمدسعید اخباری    | استعفا           | ۴ اسفند ۱۳۹۹     | پانزدهم         | ۱۶              | مهدی پاشازاده        | ۶ اسفند ۱۳۹۹     |
| استقلال        | محمود فکری         | استعفا           | ۱۲ اسفند ۱۳۹۹    | شانزدهم         | ۳               | فرهاد مجیدی          | ۱۳ اسفند ۱۳۹۹    |
| نساجی          | مجید جلالی         | اخراج            | ۱۸ اسفند ۱۳۹۹    | هفدهم           | ۱۵              | ساکت الهامی          | ۱۸ اسفند ۱۳۹۹    |
| آلومینیوم اراک | محمود خرمزی        | توافقی           | ۱۹ اسفند ۱۳۹۹    | هفدهم           | ۹               | علیرضا منصوریان      | ۱۹ اسفند ۱۳۹۹    |
| ماشین‌سازی      | مهدی پاشازاده      | استعفا           | ۲۵ اسفند ۱۳۹۹    | هفدهم           | ۱۶              | محمدسعید اخباری      | ۲۵ اسفند ۱۳۹۹    |
| ماشین‌سازی      | محمدسعید اخباری    | استعفا           | ۱۵ فروردین ۱۴۰۰  | هجدهم           | ۱۶              | کاظم محمودی (موقت)   | ۱۵ فروردین ۱۴۰۰  |
| نفت مسجدسلیمان | داریوش یزدی        | اخراج            | ۱۶ فروردین ۱۴۰۰  | نوزدهم          | ۱۲              | محمود فکری           | ۱۷ فروردین ۱۴۰۰  |
| ماشین‌سازی      | کاظم محمودی        | توافقی           | ۱۸ فروردین ۱۴۰۰  | نوزدهم          | ۱۶              | علیرضا اکبرپور       | ۱۸ فروردین ۱۴۰۰  |
| سایپا          | ابراهیم صادقی      | استعفا           | ۲۲ فروردین ۱۴۰۰  | بیستم           | ۱۴              | محسن بیاتی‌نیا (موقت) | ۲۷ فروردین ۱۴۰۰  |
| سایپا          | محسن بیاتی‌نیا      | توافقی           | ۱۲ اردیبهشت ۱۴۰۰ | بیستم           | ۱۴              | فراز کمالوند         | ۱۲ اردیبهشت ۱۴۰۰ |
| تراکتور        | رسول خطیبی         | استعفا           | ۷ تیر ۱۴۰۰       | بیست و چهارم    | ۷               | فیروز کریمی (موقت)   | ۷ تیر ۱۴۰۰       |
| سایپا          | فراز کمالوند       | استعفا           | ۲۷ تیر ۱۴۰۰      | بیست و ششم      | ۱۵              | محمدسعید اخباری      | ۲۸ تیر ۱۴۰۰      |

## آمار لیگ

### گلزنان برتر

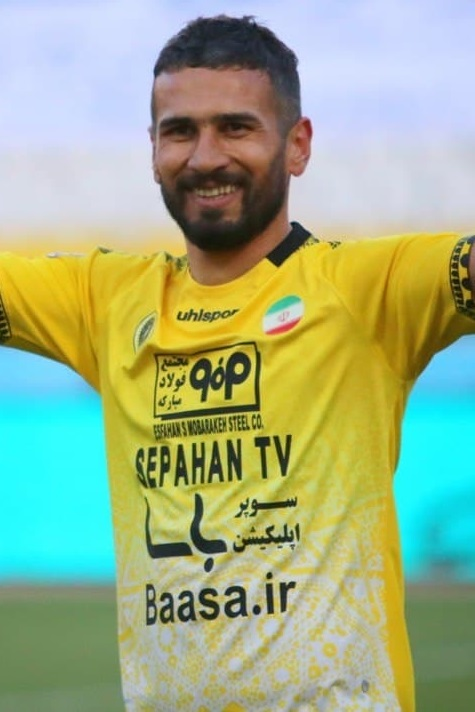
سجاد شهباززاده با زدن ۲۰ گل موفق به کسب عنوان آقای گلی شد.

| گلزن           | تیم             | گل | پنالتی |
| -------------- | --------------- | -- | ------ |
| سجاد شهباززاده | سپاهان          | ۲۰ | ۳      |
| گادوین منشا    | گل‌گهر           | ۱۴ | ۴      |
| محمد عباس‌زاده  | تراکتور         | ۱۲ | ۲      |
| امین قاسمی‌نژاد | پدیده           | ۱۱ | ۳      |
| حامد پاکدل     | آلومینیوم       | ۱۰ | ۳      |
| احمد نوراللهی  | پرسپولیس        | ۹  | ۰      |
| مهدی عبدی      | پرسپولیس        | ۹  | ۰      |
| طالب ریکانی    | صنعت نفت آبادان | ۹  | ۴      |

تاریخ به روز رسانی: ۸ مرداد ۱۴۰۰

### بهترین پاسورها

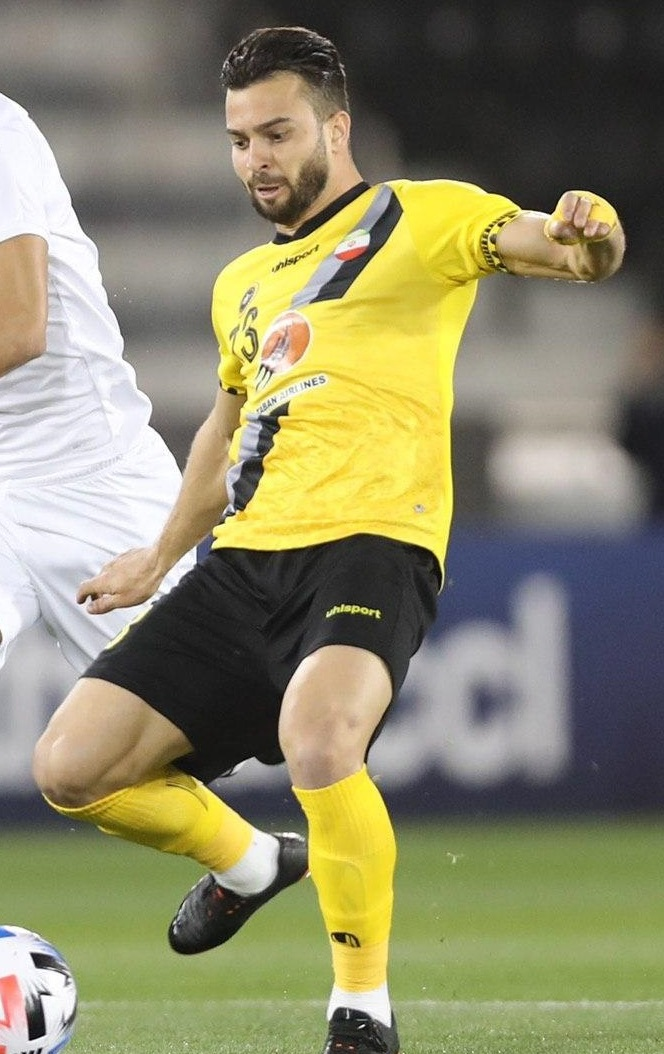
سروش رفیعی با دادن ۹ پاس‌گل، بهترین پاسور شد.

| نام             | تیم      | پاس گل |
| --------------- | -------- | ------ |
| سروش رفیعی      | سپاهان   | ۹      |
| احمدرضا زنده‌روح | گل‌گهر    | ۸      |
| امید عالیشاه    | پرسپولیس | ۶      |
| مهدی قایدی      | استقلال  | ۶      |

تاریخ به روز رسانی: ۸ مرداد ۱۴۰۰

## جدول
| رتبه | تیم            | بازی | برد | مساوی | باخت | گل زده | گل خورده | گل تفاضل | امتیاز | صعود یا سقوط                               |
| ---- | -------------- | ---- | --- | ----- | ---- | ------ | -------- | -------- | ------ | ------------------------------------------ |
| ۱    | پرسپولیس (ق)   | ۳۰   | ۱۹  | ۱۰    | ۱    | ۴۷     | ۱۴       | ۳۳+      | ۶۷     | صعود به مرحله گروهی لیگ قهرمانان آسیا ۲۰۲۲ |
| ۲    | سپاهان         | ۳۰   | ۱۹  | ۸     | ۳    | ۵۳     | ۲۴       | ۲۹+      | ۶۵     | صعود به مرحله پلی‌آف لیگ قهرمانان آسیا ۲۰۲۲ |
| ۳    | استقلال        | ۳۰   | ۱۶  | ۸     | ۶    | ۳۶     | ۱۹       | ۱۷+      | ۵۶     | صعود به مرحله پلی‌آف لیگ قهرمانان آسیا ۲۰۲۲ |
| ۴    | تراکتور        | ۳۰   | ۱۲  | ۹     | ۹    | ۳۵     | ۲۹       | ۶+       | ۴۵     |                                            |
| ۵    | گل‌گهر          | ۳۰   | ۱۳  | ۶     | ۱۱   | ۳۳     | ۳۲       | ۱+       | ۴۵     |                                            |
| ۶    | فولاد          | ۳۰   | ۱۰  | ۱۴    | ۶    | ۲۷     | ۱۸       | ۹+       | ۴۴     | صعود به مرحله گروهی لیگ قهرمانان آسیا ۲۰۲۲ |
| ۷    | پیکان          | ۳۰   | ۹   | ۱۳    | ۸    | ۳۲     | ۳۰       | ۲+       | ۴۰     |                                            |
| ۸    | مس رفسنجان     | ۳۰   | ۱۰  | ۹     | ۱۱   | ۲۳     | ۲۹       | ۶−       | ۳۹     |                                            |
| ۹    | پدیده          | ۳۰   | ۱۰  | ۸     | ۱۲   | ۲۷     | ۳۱       | ۴−       | ۳۸     |                                            |
| ۱۰   | صنعت نفت       | ۳۰   | ۹   | ۱۰    | ۱۱   | ۲۴     | ۲۹       | ۵−       | ۳۷     |                                            |
| ۱۱   | آلومینیوم اراک | ۳۰   | ۸   | ۱۳    | ۹    | ۲۵     | ۳۳       | ۸−       | ۳۷     |                                            |
| ۱۲   | نساجی          | ۳۰   | ۹   | ۶     | ۱۵   | ۲۷     | ۳۴       | ۷−       | ۳۳     |                                            |
| ۱۳   | نفت م. س       | ۳۰   | ۷   | ۱۰    | ۱۳   | ۲۱     | ۲۹       | ۸−       | ۳۱     |                                            |
| ۱۴   | ذوب‌آهن         | ۳۰   | ۵   | ۱۱    | ۱۴   | ۲۸     | ۳۹       | ۱۱−      | ۲۶     |                                            |
| ۱۵   | سایپا (س)      | ۳۰   | ۵   | ۱۱    | ۱۴   | ۱۹     | ۳۴       | ۱۵−      | ۲۶     | سقوط به لیگ آزادگان ۱۴۰۱–۱۴۰۰              |
| ۱۶   | ماشین‌سازی (س)  | ۳۰   | ۲   | ۸     | ۲۰   | ۱۹     | ۵۲       | ۳۳−      | ۱۴     | سقوط به لیگ آزادگان ۱۴۰۱–۱۴۰۰              |

## نتایج
تاریخ بروز رسانی ۶ خرداد ۱۴۰۰
منبع: PersianLeague Stats
۱تیمهای میزبان در جدول عمودی و میهمان در جدول افقی.
رنگ ها: آبی = برد در خانه خود; زرد = مساوی; قرمز = باخت در خانه خود.

| راهنمایی رنگها |
| -------------- |
| برد در خانه    |
| مساوی          |
| باخت در خانه   |

## رتبه در هر هفته
| تیم / هفته     | ۱        | ۲  | ۳  | ۴  | ۵  | ۶  | ۷  | ۸  | ۹  | ۱۰ | ۱۱ | ۱۲ | ۱۳  | ۱۴ | ۱۵ | ۱۶ | ۱۷ | ۱۸ | ۱۹ | ۲۰ | ۲۱ | ۲۲ | ۲۳ | ۲۴ | ۲۵ | ۲۶ | ۲۷ | ۲۸ | ۲۹ | ۳۰ |   |
| -------------- | -------- | -- | -- | -- | -- | -- | -- | -- | -- | -- | -- | -- | --- | -- | -- | -- | -- | -- | -- | -- | -- | -- | -- | -- | -- | -- | -- | -- | -- | -- | - |
| تیم / هفته     | پرسپولیس | 7  | 4  | 6  | 2  | 2  | 8  | 10 | 11 | 11 | 10 | 6  | 9   | 6  | 4  | 1  | 1  | 1  | 2  | 2  | 1  | 2  | 2  | 2  | 1  | 1  | 1  | 1  | 1  | 1  | 1 |
| سپاهان         | 13       | 8  | 3  | 6  | 10 | 5  | 6  | 2  | 4  | 5  | 3  | 2  | 3   | 2  | 2  | 2  | 2  | 1  | 1  | 2  | 1  | 1  | 1  | 2  | 2  | 2  | 2  | 2  | 2  | 2  |   |
| استقلال        | 4        | 6  | 2  | 4  | 3  | 1  | 2  | 3  | 1  | 1  | 1  | 1  | 1   | 1  | 3  | 3  | 3  | 3  | 3  | 3  | 3  | 3  | 5  | 3  | 3  | 3  | 3  | 3  | 3  | 3  |   |
| فولاد          | 6        | 3  | 4  | 7  | 8  | 3  | 5  | 6  | 5  | 7  | 8  | 5  | 4   | 5  | 4  | 4  | 4  | 4  | 4  | 7  | 7  | 6  | 6  | 5  | 6  | 7  | 4  | 6  | 5  | 4  |   |
| صنعت نفت       | 12       | 7  | 10 | 5  | 5  | 2  | 4  | 5  | 2  | 2  | 2  | 3  | 2   | 3  | 5  | 7  | 6  | 7  | 8  | 9  | 10 | 11 | 11 | 10 | 10 | 10 | 10 | 10 | 11 | 10 |   |
| آلومینیوم اراک | 15       | 15 | 15 | 14 | 13 | 12 | 7  | 7  | 9  | 11 | 11 | 11 | 8   | 7  | 6  | 5  | 9  | 6  | 6  | 6  | 5  | 5  | 4  | 4  | 4  | 6  | 8  | 9  | 9  | 11 |   |
| تراکتور        | 8        | 10 | 13 | 10 | 12 | 7  | 3  | 4  | 6  | 3  | 4  | 4  | 5   | 8  | 7  | 6  | 5  | 5  | 5  | 8  | 8  | 7  | 8  | 7  | 5  | 8  | 5  | 4  | 6  | 4  |   |
| مس رفسنجان     | 14       | 16 | 15 | 16 | 15 | 14 | 12 | 13 | 14 | 13 | 12 | 12 | 128 | 9  | 8  | 8  | 7  | 8  | 9  | 5  | 6  | 8  | 9  | 12 | 11 | 11 | 11 | 11 | 10 | 8  |   |
| گل‌گهر سیرجان   | 3        | 1  | 1  | 1  | 1  | 4  | 1  | 1  | 3  | 6  | 7  | 10 | 7   | 6  | 9  | 9  | 8  | 10 | 7  | 4  | 4  | 4  | 3  | 6  | 7  | 4  | 6  | 5  | 4  | 5  |   |
| نفت م.س        | 10       | 12 | 12 | 13 | 11 | 13 | 8  | 9  | 8  | 9  | 9  | 6  | 10  | 10 | 10 | 11 | 12 | 12 | 12 | 12 | 12 | 12 | 10 | 11 | 12 | 12 | 13 | 13 | 13 | 13 |   |
| پیکان          | 11       | 14 | 9  | 9  | 4  | 6  | 9  | 8  | 7  | 4  | 5  | 7  | 11  | 11 | 11 | 10 | 11 | 9  | 10 | 11 | 9  | 9  | 7  | 8  | 8  | 9  | 9  | 7  | 7  | 7  |   |
| شهرخودرو       | 1        | 5  | 8  | 11 | 7  | 9  | 14 | 12 | 12 | 8  | 13 | 13 | 9   | 12 | 12 | 12 | 10 | 11 | 11 | 10 | 11 | 10 | 12 | 9  | 9  | 5  | 7  | 8  | 8  | 9  |   |
| سایپا          | 9        | 11 | 5  | 8  | 9  | 11 | 11 | 10 | 10 | 12 | 10 | 8  | 13  | 13 | 13 | 13 | 13 | 13 | 13 | 14 | 14 | 14 | 15 | 15 | 15 | 15 | 15 | 15 | 15 | 15 |   |
| ذوب‌آهن         | 5        | 9  | 11 | 12 | 14 | 15 | 15 | 15 | 15 | 15 | 15 | 15 | 14  | 14 | 14 | 14 | 14 | 14 | 14 | 13 | 13 | 13 | 14 | 14 | 14 | 14 | 14 | 14 | 14 | 14 |   |
| نساجی          | 2        | 2  | 7  | 3  | 6  | 10 | 13 | 14 | 13 | 14 | 14 | 14 | 15  | 15 | 15 | 15 | 15 | 15 | 15 | 15 | 15 | 15 | 13 | 13 | 13 | 13 | 12 | 12 | 12 | 12 |   |
| ماشین‌سازی      | 16       | 13 | 14 | 15 | 16 | 16 | 16 | 16 | 16 | 16 | 16 | 16 | 16  | 16 | 16 | 16 | 16 | 16 | 16 | 16 | 16 | 16 | 16 | 16 | 16 | 16 | 16 | 16 | 16 | 16 |   |

آخرین بروزرسانی: ۸ مرداد ۱۴۰۰
منبع: IranProLeague Stats

### صدرنشینان لیگ برتر
| # | تیم      | تعداد هفته صدرنشینی | هفته‌های صدرنشینی                 |
| - | -------- | ------------------- | -------------------------------- |
| ۱ | پرسپولیس | ۱۱                  | ۱۵-۱۶-۱۷-۲۰-۲۴-۲۵-۲۶-۲۷-۲۸-۲۹-۳۰ |
| ۲ | استقلال  | ۷                   | ۶-۹-۱۰-۱۱-۱۲-۱۳-۱۴               |
| ۳ | گل‌گهر    | ۶                   | ۲-۳-۴-۵-۷-۸                      |
| ۴ | سپاهان   | ۵                   | ۱۸-۱۹-۲۱-۲۲-۲۳                   |
| ۵ | پدیده    | ۱                   | ۱                                |

تاریخ به روز رسانی: ۸ مرداد ۱۴۰۰

## پیشرفت باشگاه در فصل
| تیم / دوره     | ۰۱ | ۰۲ | ۰۳ | ۰۴ | ۰۵ | ۰۶ | ۰۷ | ۰۸ | ۰۹ | ۱۰ | ۱۱ | ۱۲ | ۱۳ | ۱۴ | ۱۵ | ۱۶ | ۱۷ | ۱۸ | ۱۹ | ۲۰ | ۲۱ | ۲۲ | ۲۳ | ۲۴ | ۲۵ | ۲۶ | ۲۷ | ۲۸ | ۲۹ | ۳۰ |
| -------------- | -- | -- | -- | -- | -- | -- | -- | -- | -- | -- | -- | -- | -- | -- | -- | -- | -- | -- | -- | -- | -- | -- | -- | -- | -- | -- | -- | -- | -- | -- |
| پرسپولیس       | م  | پ  | م  | پ  | م  | م  | م  | م  | پ  | ش  | پ  | پ  | پ  | پ  | پ  | پ  | م  | پ  | م  | پ  | م  | پ  | پ  | پ  | پ  | م  | پ  | پ  | پ  | پ  |
| استقلال        | پ  | ش  | پ  | م  | م  | پ  | م  | پ  | پ  | م  | پ  | ش  | م  | پ  | ش  | م  | پ  | پ  | م  | ش  | ش  | پ  | پ  | پ  | م  | پ  | پ  | پ  | پ  | ش  |
| فولاد          | م  | پ  | م  | م  | م  | پ  | ش  | پ  | م  | م  | ش  | پ  | م  | م  | پ  | پ  | ش  | م  | پ  | ش  | م  | ش  | پ  | م  | ش  | م  | پ  | م  | پ  | م  |
| تراکتور        | م  | م  | ش  | پ  | م  | پ  | پ  | ش  | م  | پ  | ش  | پ  | ش  | ش  | پ  | م  | پ  | ش  | م  | م  | م  | م  | پ  | ش  | پ  | ش  | پ  | پ  | ش  | پ  |
| سپاهان         | ش  | پ  | پ  | م  | ش  | پ  | م  | پ  | م  | م  | پ  | پ  | ش  | پ  | پ  | پ  | پ  | پ  | پ  | م  | پ  | م  | پ  | م  | پ  | م  | پ  | پ  | پ  | پ  |
| شهرخودرو       | پ  | ش  | م  | ش  | پ  | ش  | ش  | م  | م  | پ  | ش  | پ  | پ  | ش  | ش  | م  | پ  | م  | م  | م  | ش  | پ  | ش  | پ  | پ  | پ  | ش  | ش  | ش  | م  |
| صنعت نفت       | پ  | ش  | م  | پ  | م  | پ  | ش  | پ  | م  | پ  | پ  | ش  | م  | م  | ش  | ش  | م  | م  | ش  | ش  | ش  | م  | ش  | پ  | پ  | م  | ش  | م  | ش  | پ  |
| نفت م.س        | م  | م  | م  | ش  | پ  | ش  | پ  | پ  | ش  | ش  | پ  | م  | م  | م  | ش  | م  | م  | ش  | ش  | م  | پ  | پ  | ش  | م  | ش  | ش  | ش  | ش  | ش  | پ  |
| نساجی          | پ  | م  | ش  | پ  | ش  | ش  | ش  | م  | ش  | ش  | م  | ش  | ش  | ش  | ش  | م  | ش  | پ  | پ  | ش  | ش  | پ  | پ  | پ  | ش  | م  | پ  | پ  | ش  | م  |
| گل‌گهر سیرجان   | پ  | پ  | م  | پ  | ش  | ش  | پ  | م  | ش  | م  | ش  | پ  | م  | پ  | ش  | ش  | م  | پ  | پ  | پ  | ش  | پ  | ش  | ش  | ش  | پ  | ش  | پ  | پ  | م  |
| ماشین‌سازی      | ش  | م  | ش  | ش  | ش  | ش  | م  | ش  | م  | م  | ش  | ش  | ش  | م  | پ  | م  | ش  | ش  | ش  | م  | م  | ش  | ش  | ش  | ش  | پ  | ش  | ش  | ش  | ش  |
| ذوب‌آهن         | م  | م  | م  | ش  | ش  | م  | م  | م  | م  | ش  | ش  | م  | پ  | ش  | ش  | ش  | پ  | ش  | پ  | م  | پ  | ش  | ش  | م  | ش  | م  | پ  | ش  | ش  | ش  |
| پیکان          | ش  | پ  | م  | م  | پ  | م  | ش  | م  | پ  | پ  | ش  | ش  | م  | م  | ش  | پ  | ش  | پ  | م  | ش  | م  | م  | پ  | م  | پ  | م  | م  | م  | پ  | ش  |
| سایپا          | م  | م  | پ  | م  | م  | ش  | م  | م  | م  | ش  | پ  | پ  | ش  | م  | ش  | ش  | م  | ش  | ش  | ش  | م  | ش  | پ  | ش  | ش  | م  | ش  | ش  | پ  | ش  |
| مس رفسنجان     | ش  | ش  | م  | ش  | م  | پ  | پ  | ش  | م  | پ  | پ  | م  | پ  | ش  | پ  | م  | م  | ش  | م  | پ  | م  | ش  | ش  | ش  | پ  | ش  | م  | م  | پ  | پ  |
| آلومینیوم اراک | ش  | ش  | م  | م  | پ  | م  | پ  | م  | م  | ش  | م  | پ  | پ  | م  | پ  | م  | ش  | پ  | م  | م  | م  | پ  | پ  | م  | م  | ش  | ش  | ش  | ش  | ش  |

منبع: IPL Stats

سازمان لیگ فوتبال ایران
تاریخ به روز رسانی: ۸ مرداد ۱۴۰۰
نکات آماری
- بیشترین برد: پرسپولیس و سپاهان با ۱۹ برد
- بیشترین برد پیاپی: پرسپولیس و سپاهان با ۶ برد پیاپی
- کمترین برد: ماشین‌سازی با ۲ برد
- بیشترین مساوی: فولاد با ۱۴ مساوی
- بیشترین مساوی پیاپی: پرسپولیس ، تراکتور و ذوب‌آهن با ۴ مساوی پیاپی
- کمترین مساوی: گل‌گهر و نساجی با ۶ مساوی
- بیشترین شکست: ماشین‌سازی با ۲۰ شکست
- بیشترین شکست پیاپی: آلومینیوم اراک و نفت مسجدسلیمان با ۵ شکست پیاپی
- کمترین شکست: پرسپولیس با ۱ شکست

## کلین‌شیت‌ها

### بر اساس تیم‌ها
| تیم‌ها / هفته‌ها | جمع | ۱ | ۲ | ۳ | ۴ | ۵ | ۶ | ۷ | ۸ | ۹ | ۱۰ | ۱۱ | ۱۲ | ۱۳ | ۱۴ | ۱۵ | ۱۶ | ۱۷ | ۱۸ | ۱۹ | ۲۰ | ۲۱ | ۲۲ | ۲۳ | ۲۴ | ۲۵ | ۲۶ | ۲۷ | ۲۸ | ۲۹ | ۳۰ |
| -------------- | --- | - | - | - | - | - | - | - | - | - | -- | -- | -- | -- | -- | -- | -- | -- | -- | -- | -- | -- | -- | -- | -- | -- | -- | -- | -- | -- | -- |
| پرسپولیس       | ۱۸  | ۱ | ۱ | ۱ | ۱ | ۰ | ۰ | ۱ | ۰ | ۰ | ۰  | ۰  | ۱  | ۱  | ۱  | ۱  | ۱  | ۱  | ۰  | ۰  | ۱  | ۰  | ۱  | ۰  | ۱  | ۰  | ۱  | ۱  | ۱  | ۰  | ۱  |
| استقلال        | ۱۶  | ۱ | ۰ | ۱ | ۱ | ۰ | ۱ | ۱ | ۰ | ۱ | ۰  | ۰  | ۰  | ۰  | ۱  | ۰  | ۰  | ۱  | ۱  | ۱  | ۰  | ۰  | ۱  | ۱  | ۱  | ۱  | ۰  | ۱  | ۱  | ۰  | ۰  |
| فولاد          | ۱۶  | ۰ | ۰ | ۰ | ۱ | ۱ | ۱ | ۰ | ۱ | ۰ | ۰  | ۰  | ۱  | ۱  | ۰  | ۱  | ۱  | ۰  | ۱  | ۱  | ۰  | ۰  | ۰  | ۱  | ۱  | ۰  | ۱  | ۱  | ۰  | ۱  | ۱  |
| سپاهان         | ۱۴  | ۰ | ۱ | ۱ | ۰ | ۰ | ۱ | ۰ | ۰ | ۱ | ۰  | ۰  | ۰  | ۰  | ۰  | ۱  | ۱  | ۰  | ۱  | ۱  | ۱  | ۱  | ۰  | ۰  | ۱  | ۱  | ۰  | ۰  | ۱  | ۱  | ۰  |
| آلومینیوم اراک | ۱۱  | ۰ | ۰ | ۱ | ۱ | ۰ | ۱ | ۱ | ۰ | ۰ | ۰  | ۱  | ۰  | ۱  | ۰  | ۰  | ۰  | ۰  | ۱  | ۱  | ۰  | ۰  | ۱  | ۱  | ۰  | ۱  | ۰  | ۰  | ۰  | ۰  | ۰  |
| مس رفسنجان     | ۱۱  | ۰ | ۰ | ۱ | ۰ | ۱ | ۱ | ۱ | ۰ | ۰ | ۱  | ۰  | ۱  | ۱  | ۰  | ۰  | ۰  | ۱  | ۰  | ۱  | ۱  | ۰  | ۰  | ۰  | ۰  | ۰  | ۰  | ۰  | ۰  | ۰  | ۱  |
| نفت مسجدسلیمان | ۱۱  | ۱ | ۰ | ۱ | ۰ | ۰ | ۰ | ۱ | ۱ | ۰ | ۰  | ۰  | ۱  | ۰  | ۱  | ۰  | ۰  | ۱  | ۰  | ۰  | ۱  | ۱  | ۱  | ۰  | ۰  | ۰  | ۰  | ۰  | ۰  | ۰  | ۱  |
| پیکان          | ۱۰  | ۰ | ۱ | ۰ | ۱ | ۰ | ۱ | ۰ | ۰ | ۱ | ۰  | ۰  | ۰  | ۱  | ۰  | ۰  | ۱  | ۰  | ۱  | ۱  | ۰  | ۰  | ۰  | ۰  | ۰  | ۱  | ۰  | ۰  | ۰  | ۱  | ۰  |
| گل‌گهر          | ۱۰  | ۰ | ۱ | ۰ | ۱ | ۰ | ۰ | ۰ | ۰ | ۰ | ۱  | ۰  | ۱  | ۱  | ۰  | ۰  | ۰  | ۱  | ۰  | ۱  | ۱  | ۰  | ۱  | ۰  | ۰  | ۰  | ۰  | ۰  | ۱  | ۰  | ۰  |
| پدیده          | ۹   | ۱ | ۰ | ۰ | ۰ | ۱ | ۰ | ۰ | ۰ | ۱ | ۱  | ۰  | ۱  | ۰  | ۰  | ۰  | ۰  | ۱  | ۱  | ۰  | ۰  | ۰  | ۱  | ۰  | ۰  | ۰  | ۱  | ۰  | ۰  | ۰  | ۱  |
| تراکتور        | ۹   | ۱ | ۰ | ۰ | ۱ | ۱ | ۱ | ۰ | ۰ | ۱ | ۰  | ۰  | ۰  | ۰  | ۰  | ۰  | ۰  | ۰  | ۰  | ۱  | ۰  | ۰  | ۰  | ۱  | ۰  | ۱  | ۰  | ۱  | ۰  | ۰  | ۰  |
| نساجی          | ۸   | ۱ | ۰ | ۰ | ۱ | ۰ | ۰ | ۰ | ۰ | ۰ | ۰  | ۰  | ۰  | ۰  | ۰  | ۰  | ۰  | ۰  | ۱  | ۱  | ۰  | ۰  | ۱  | ۱  | ۱  | ۰  | ۰  | ۱  | ۰  | ۰  | ۰  |
| سایپا          | ۷   | ۱ | ۰ | ۱ | ۰ | ۱ | ۰ | ۱ | ۰ | ۰ | ۰  | ۰  | ۱  | ۰  | ۰  | ۰  | ۰  | ۱  | ۰  | ۰  | ۰  | ۰  | ۰  | ۰  | ۰  | ۰  | ۰  | ۰  | ۰  | ۱  | ۰  |
| صنعت نفت       | ۷   | ۰ | ۰ | ۰ | ۱ | ۰ | ۰ | ۰ | ۰ | ۰ | ۱  | ۱  | ۰  | ۱  | ۰  | ۰  | ۰  | ۱  | ۱  | ۰  | ۰  | ۰  | ۰  | ۰  | ۱  | ۰  | ۰  | ۰  | ۰  | ۰  | ۰  |
| ذوب‌آهن         | ۵   | ۰ | ۰ | ۰ | ۰ | ۰ | ۱ | ۰ | ۰ | ۰ | ۰  | ۰  | ۱  | ۰  | ۰  | ۰  | ۰  | ۱  | ۰  | ۱  | ۰  | ۱  | ۰  | ۰  | ۰  | ۰  | ۰  | ۰  | ۰  | ۰  | ۰  |
| ماشین‌سازی      | ۳   | ۰ | ۰ | ۰ | ۰ | ۰ | ۰ | ۱ | ۰ | ۰ | ۰  | ۰  | ۰  | ۰  | ۰  | ۱  | ۰  | ۰  | ۰  | ۰  | ۰  | ۰  | ۰  | ۰  | ۰  | ۰  | ۱  | ۰  | ۰  | ۰  | ۰  |

تاریخ به روز رسانی: ۸ مرداد ۱۴۰۰
نکات آماری
- بیشترین کلین‌شیت: پرسپولیس با ۱۸ کلین‌شیت
- کمترین کلین‌شیت: ماشین‌سازی با ۳ کلین‌شیت
- بیشترین کلین‌شیت پیاپی: پرسپولیس با کلین شیت در ۶ هفته متوالی (رنگ سبز در جدول)
- بیشترین عدم کلین‌شیت پیاپی: نساجی با عدم کلین‌شیت در ۱۳ هفته متوالی (رنگ صورتی در جدول)

### بر اساس دروازه‌بان
| #  | دروازه‌بان           | تیم              | بازی | گل خورده | کلین‌شیت | درصد |
| -- | ------------------- | ---------------- | ---- | -------- | ------- | ---- |
| ۱  | حامد لک             | پرسپولیس         | ۲۹   | ۱۴       | ۱۷      | ۵۹٪  |
| ۲  | پیام نیازمند        | سپاهان           | ۳۰   | ۲۴       | ۱۴      | ۴۷٪  |
| ۳  | حسین پورحمیدی       | آلومینیوم اراک   | ۲۷   | ۲۸       | ۱۱      | ۴۱٪  |
| ۴  | محمدرشید مظاهری     | استقلال          | ۱۹   | ۱۲       | ۱۰      | ۵۳٪  |
| ۵  | محمدرضا اخباری      | تراکتور          | ۲۸   | ۲۵       | ۱۰      | ۳۶٪  |
| ۶  | محسن فروزان         | فولاد            | ۲۰   | ۱۵       | ۹       | ۴۵٪  |
| ۷  | احسان مرادیان       | فولاد            | ۱۰   | ۳        | ۷       | ۷۰٪  |
| ۸  | فرهاد مجد کرمانشاهی | نفت مسجدسلیمان   | ۱۹   | ۱۸       | ۷       | ۳۷٪  |
| ۹  | داوود نوشی صوفیانی  | مس رفسنجان       | ۲۲   | ۲۱       | ۷       | ۳۲٪  |
| ۱۰ | سید حسین حسینی      | استقلال          | ۱۱   | ۷        | ۶       | ۵۵٪  |
| ۱۱ | نیما میرزا زاد      | نساجی            | ۱۸   | ۱۸       | ۶       | ۳۳٪  |
| ۱۲ | علیرضا حقیقی        | گل‌گهر            | ۱۸   | ۱۹       | ۶       | ۳۳٪  |
| ۱۳ | حامد فلاح‌زاده       | صنعت نفت         | ۱۹   | ۱۵       | ۶       | ۳۲٪  |
| ۱۴ | میلاد فراهانی       | پدیده            | ۲۳   | ۲۵       | ۶       | ۲۶٪  |
| ۱۵ | شهاب گردان          | ذوب‌آهن           | ۲۳   | ۲۶       | ۶       | ۲۶٪  |
| ۱۶ | محمدحسین اکبر منادی | سایپا            | ۲۵   | ۲۴       | ۶       | ۲۴٪  |
| ۱۷ | محمد دریس           | پیکان            | ۱۴   | ۱۵       | ۵       | ۳۶٪  |
| ۱۸ | علیرضا رضایی        | پیکان            | ۱۶   | ۱۵       | ۵       | ۳۱٪  |
| ۱۹ | ناصر سالاری         | مس رفسنجان       | ۸    | ۸        | ۴       | ۵۰٪  |
| ۲۰ | سعید جلالی‌راد       | شهرخودرو / نساجی | ۹    | ۱۱       | ۴       | ۴۴٪  |
| ۲۱ | احمد گوهری          | نفت مسجدسلیمان   | ۱۱   | ۱۱       | ۴       | ۳۶٪  |
| ۲۲ | مهرداد بشاگردی      | گل‌گهر            | ۱۲   | ۱۳       | ۴       | ۳۳٪  |
| ۲۳ | محمدامین رضایی      | ماشین‌سازی        | ۲۳   | ۴۲       | ۳       | ۱۳٪  |
| ۲۴ | محمدجواد کیا        | پدیده            | ۳    | ۱        | ۲       | ۶۷٪  |
| ۲۵ | بوژیدار رادوشویچ    | پرسپولیس         | ۱    | ۰        | ۱       | ۱۰۰٪ |
| ۲۶ | مسعود پورمحمد       | سایپا            | ۲    | ۵        | ۱       | ۵۰٪  |
| ۲۷ | یوسف بهزادی         | ذوب‌آهن           | ۵    | ۶        | ۱       | ۲۰٪  |
| ۲۸ | فرزین گروسیان       | صنعت نفت         | ۱۰   | ۱۳       | ۱       | ۱۰٪  |
| ۲۹ | پیام پارسا          | صنعت نفت         | ۱    | ۱        | ۰       | ۰٪   |
| ۳۰ | محمد ناصری          | آلومینیوم اراک   | ۱    | ۱        | ۰       | ۰٪   |
| ۳۱ | امیررضا حسن‌پور      | آلومینیوم اراک   | ۲    | ۴        | ۰       | ۰٪   |
| ۳۲ | مهرداد طهماسبی      | نساجی            | ۳    | ۴        | ۰       | ۰٪   |
| ۳۳ | حبیب فرعباسی        | تراکتور          | ۳    | ۴        | ۰       | ۰٪   |
| ۳۴ | کوروش ملکی          | سایپا            | ۳    | ۵        | ۰       | ۰٪   |
| ۳۵ | محمدباقر صادقی      | ماشین‌سازی        | ۳    | ۵        | ۰       | ۰٪   |
| ۳۶ | سید مهدی اسلامی     | ماشین‌سازی        | ۴    | ۵        | ۰       | ۰٪   |
| ۳۷ | حسین خطیر           | نساجی            | ۴    | ۶        | ۰       | ۰٪   |
| ۳۸ | مهدی امینی          | ذوب‌آهن           | ۴    | ۶        | ۰       | ۰٪   |

تاریخ به روز رسانی: ۸ مرداد ۱۴۰۰

## گلزنی تیم‌ها در هر هفته از مسابقات
| تیم‌ها / هفته‌ها | جمع | ۱ | ۲ | ۳ | ۴ | ۵ | ۶ | ۷ | ۸ | ۹ | ۱۰ | ۱۱ | ۱۲ | ۱۳ | ۱۴ | ۱۵ | ۱۶ | ۱۷ | ۱۸ | ۱۹ | ۲۰ | ۲۱ | ۲۲ | ۲۳ | ۲۴ | ۲۵ | ۲۶ | ۲۷ | ۲۸ | ۲۹ | ۳۰ |
| -------------- | --- | - | - | - | - | - | - | - | - | - | -- | -- | -- | -- | -- | -- | -- | -- | -- | -- | -- | -- | -- | -- | -- | -- | -- | -- | -- | -- | -- |
| سپاهان         | ۲۷  | ۱ | ۱ | ۱ | ۱ | ۱ | ۱ | ۱ | ۱ | ۰ | ۱  | ۱  | ۱  | ۱  | ۱  | ۱  | ۱  | ۱  | ۱  | ۱  | ۰  | ۱  | ۱  | ۱  | ۰  | ۱  | ۱  | ۱  | ۱  | ۱  | ۱  |
| پرسپولیس       | ۲۵  | ۰ | ۱ | ۰ | ۱ | ۱ | ۱ | ۰ | ۱ | ۱ | ۱  | ۱  | ۱  | ۱  | ۱  | ۱  | ۱  | ۰  | ۱  | ۱  | ۱  | ۱  | ۱  | ۱  | ۱  | ۱  | ۰  | ۱  | ۱  | ۱  | ۱  |
| استقلال        | ۲۲  | ۱ | ۱ | ۱ | ۰ | ۱ | ۱ | ۰ | ۱ | ۱ | ۱  | ۱  | ۰  | ۱  | ۱  | ۰  | ۱  | ۱  | ۱  | ۰  | ۰  | ۰  | ۱  | ۱  | ۱  | ۰  | ۱  | ۱  | ۱  | ۱  | ۱  |
| پیکان          | ۲۲  | ۱ | ۱ | ۱ | ۰ | ۱ | ۰ | ۱ | ۱ | ۱ | ۱  | ۱  | ۱  | ۰  | ۱  | ۰  | ۱  | ۰  | ۱  | ۰  | ۰  | ۱  | ۱  | ۱  | ۱  | ۱  | ۱  | ۱  | ۱  | ۱  | ۰  |
| تراکتور        | ۲۲  | ۰ | ۱ | ۰ | ۱ | ۰ | ۱ | ۱ | ۱ | ۰ | ۱  | ۱  | ۱  | ۰  | ۰  | ۱  | ۱  | ۱  | ۰  | ۰  | ۱  | ۱  | ۱  | ۱  | ۱  | ۱  | ۱  | ۱  | ۱  | ۱  | ۱  |
| گل‌گهر          | ۲۱  | ۱ | ۱ | ۱ | ۱ | ۱ | ۱ | ۱ | ۱ | ۱ | ۰  | ۱  | ۱  | ۰  | ۱  | ۰  | ۰  | ۰  | ۱  | ۱  | ۱  | ۰  | ۱  | ۰  | ۰  | ۱  | ۱  | ۰  | ۱  | ۱  | ۱  |
| ذوب‌آهن         | ۲۰  | ۱ | ۱ | ۱ | ۰ | ۰ | ۰ | ۱ | ۱ | ۱ | ۱  | ۱  | ۰  | ۱  | ۱  | ۱  | ۰  | ۱  | ۰  | ۱  | ۱  | ۱  | ۰  | ۱  | ۱  | ۰  | ۱  | ۱  | ۱  | ۰  | ۰  |
| فولاد          | ۲۰  | ۱ | ۱ | ۱ | ۰ | ۰ | ۱ | ۰ | ۱ | ۱ | ۱  | ۱  | ۱  | ۰  | ۱  | ۱  | ۱  | ۰  | ۰  | ۱  | ۰  | ۱  | ۱  | ۱  | ۰  | ۱  | ۰  | ۱  | ۱  | ۱  | ۰  |
| نساجی          | ۲۰  | ۱ | ۱ | ۰ | ۱ | ۰ | ۰ | ۱ | ۰ | ۱ | ۰  | ۱  | ۰  | ۱  | ۰  | ۱  | ۱  | ۱  | ۱  | ۱  | ۰  | ۰  | ۱  | ۱  | ۱  | ۰  | ۱  | ۱  | ۱  | ۱  | ۱  |
| آلومینیوم اراک | ۱۸  | ۰ | ۰ | ۰ | ۰ | ۱ | ۰ | ۱ | ۱ | ۰ | ۱  | ۰  | ۱  | ۱  | ۱  | ۱  | ۱  | ۱  | ۱  | ۰  | ۱  | ۱  | ۱  | ۱  | ۱  | ۰  | ۱  | ۰  | ۱  | ۰  | ۰  |
| پدیده          | ۱۸  | ۱ | ۰ | ۱ | ۰ | ۱ | ۰ | ۱ | ۱ | ۰ | ۱  | ۱  | ۱  | ۱  | ۰  | ۰  | ۱  | ۱  | ۰  | ۱  | ۱  | ۰  | ۱  | ۰  | ۱  | ۱  | ۱  | ۰  | ۰  | ۱  | ۰  |
| صنعت نفت       | ۱۸  | ۱ | ۰ | ۱ | ۱ | ۱ | ۱ | ۰ | ۱ | ۱ | ۱  | ۱  | ۱  | ۰  | ۱  | ۰  | ۰  | ۰  | ۰  | ۰  | ۰  | ۰  | ۱  | ۰  | ۱  | ۱  | ۱  | ۱  | ۱  | ۰  | ۱  |
| سایپا          | ۱۶  | ۰ | ۱ | ۱ | ۱ | ۰ | ۰ | ۰ | ۱ | ۱ | ۰  | ۱  | ۱  | ۰  | ۱  | ۱  | ۰  | ۰  | ۰  | ۰  | ۰  | ۱  | ۱  | ۱  | ۰  | ۱  | ۱  | ۰  | ۰  | ۱  | ۱  |
| مس رفسنجان     | ۱۶  | ۰ | ۰ | ۰ | ۰ | ۰ | ۱ | ۱ | ۱ | ۱ | ۱  | ۱  | ۰  | ۱  | ۰  | ۱  | ۱  | ۰  | ۰  | ۰  | ۱  | ۰  | ۰  | ۱  | ۰  | ۱  | ۰  | ۱  | ۱  | ۱  | ۱  |
| نفت مسجدسلیمان | ۱۶  | ۰ | ۱ | ۰ | ۰ | ۱ | ۰ | ۱ | ۱ | ۰ | ۰  | ۱  | ۰  | ۱  | ۰  | ۱  | ۱  | ۰  | ۱  | ۰  | ۰  | ۱  | ۱  | ۰  | ۱  | ۱  | ۰  | ۱  | ۰  | ۱  | ۱  |
| ماشین‌سازی      | ۱۳  | ۰ | ۱ | ۰ | ۰ | ۱ | ۰ | ۰ | ۰ | ۱ | ۰  | ۱  | ۰  | ۱  | ۱  | ۱  | ۱  | ۰  | ۰  | ۱  | ۱  | ۱  | ۰  | ۰  | ۰  | ۰  | ۱  | ۰  | ۰  | ۰  | ۱  |

تاریخ به روز رسانی: ۸ مرداد ۱۴۰۰
نکات آماری
- بیشترین تعداد هفته گلزنی: سپاهان با گلزنی در ۲۷ هفته
- کمترین تعداد هفته گلزنی: ماشین‌سازی با گلزنی در ۱۳ هفته
- بیشترین گلزنی پیاپی: سپاهان با گلزنی در ۱۰ هفته متوالی (رنگ سبز در جدول)
- بیشترین عدم گلزنی پیاپی: صنعت نفت با عدم گلزنی در ۷ هفته متوالی (رنگ صورتی در جدول)

## بازیکنان خارجی
| تیم            | بازیکن خارجی     | تعداد بازی | تعداد گل‌زده | توضیحات     |
| -------------- | ---------------- | ---------- | ----------- | ----------- |
| استقلال تهران  | شیخ دیاباته      | ۱۲         | ۲           |             |
| استقلال تهران  | هروویه میلیچ     | ۱۲         | ۱           | فسخ قرارداد |
| پرسپولیس تهران | بشار رسن         | ۳          | ۰           | فسخ قرارداد |
| پرسپولیس تهران | بوژیدار رادوشویچ | ۱          | ۱ کلین شیت  |             |
| تراکتور تبریز  | عکاشه حمزاوی     | ۱۲         | ۰           | فسخ قرارداد |
| ذوب‌آهن اصفهان  | دارکو بیدوف      | ۲۱         | ۵           |             |
| ذوب‌آهن اصفهان  | ایوان مارکوویچ   | ۱۴         | ۱           |             |
| سپاهان اصفهان  | کیروس استنلی     | ۱۷         | ۱           |             |
| سپاهان اصفهان  | گیورگی گولسیانی  | ۲۱         | ۲           |             |
| سپاهان اصفهان  | محسن الغسانی     | ۱          | ۰           | فسخ قرارداد |
| گل‌گهر سیرجان   | گادوین منشا      | ۲۸         | ۱۴          |             |
| فولاد خوزستان  | لوسیانو پریرا    | ۲۷         | ۵           |             |
| فولاد خوزستان  | آیاندا پاتوسی    | ۲۶         | ۵           |             |
| فولاد خوزستان  | موسی کولیبالی    | ۲۵         | ۴           |             |

تاریخ به روز رسانی ٣۰ شهریور ۱۴۰۰

## نمودار هفتگی گل‌ها
تاریخ به روز رسانی: ۱۰ اردیبهشت ۱۴۰۰ - هفته بیست و دوم

## داوران
| #  | داوران           | تعداد قضاوت | کارت قرمز |
| -- | ---------------- | ----------- | --------- |
| ۱  | موعود بنیادی‌فر   | ۸           | ۲         |
| ۲  | پیام حیدری       | ۸           | ۱         |
| ۳  | علی صفایی        | ۸           | ۱         |
| ۴  | رضا کرمانشاهی    | ۸           | ۰         |
| ۵  | بیژن حیدری       | ۷           | ۳         |
| ۶  | اشکان خورشیدی    | ۷           | ۲         |
| ۷  | محمدحسین زاهدی‌فر | ۷           | ۱         |
| ۸  | محمدرضا اکبریان  | ۷           | ۱         |
| ۹  | مهدی سیدعلی      | ۷           | ۱         |
| ۱۰ | کوپال ناظمی      | ۶           | ۲         |
| ۱۱ | حسن اکرمی        | ۶           | ۱         |
| ۱۲ | رضا عادل         | ۶           | ۰         |
| ۱۳ | وحید کاظمی       | ۶           | ۰         |
| ۱۴ | حمید حاج‌ملک      | ۵           | ۱         |
| ۱۵ | مرتضی منصوریان   | ۵           | ۱         |
| ۱۶ | علی‌اصغر مؤمنی    | ۵           | ۰         |
| ۱۷ | رضا مهدوی        | ۶           | ۰         |
| ۱۸ | کمیل غلامی       | ۵           | ۰         |
| ۱۹ | امیر عرب‌براقی    | ۵           | ۰         |
| ۲۰ | عبدالنبی پورخلف  | ۴           | ۲         |

| #  | داوران           | تعداد قضاوت | کارت قرمز |
| -- | ---------------- | ----------- | --------- |
| ۲۱ | سعید رحیمی‌مقدم   | ۴           | ۱         |
| ۲۲ | حسین زیاری       | ۴           | ۱         |
| ۲۳ | یاسر همرنگ       | ۴           | ۰         |
| ۲۴ | عباس راکی        | ۴           | ۰         |
| ۲۵ | محمدرضا تارخ     | ۴           | ۰         |
| ۲۶ | علی بای          | ۳           | ۰         |
| ۲۷ | میثم حیدری       | ۳           | ۰         |
| ۲۸ | محمدحسین ترابیان | ۳           | ۰         |
| ۲۹ | مهدی مرجان‌زاده   | ۳           | ۰         |
| ۳۰ | روح‌اله شریفی     | ۳           | ۰         |
| ۳۱ | سعاد وفاپیشه     | ۳           | ۰         |
| ۳۲ | امیرسامان سلطانی | ۲           | ۱         |
| ۳۳ | احمد محمدی       | ۲           | ۱         |
| ۳۴ | حسین زمانی       | ۲           | ۰         |
| ۳۵ | جواد رحیم‌زاده    | ۲           | ۰         |
| ۳۶ | پیمان فخری‌مهر    | ۱           | ۱         |
| ۳۷ | ناصر جنگی        | ۲           | ۱         |
| ۳۸ | ایمان کهیش       | ۱           | ۰         |
| ۳۹ | محمدباقر پورباقر | ۱           | ۰         |
| ۴۰ | مجید محمدی       | ۱           | ۰         |